# マーチカラー
「マーチカラー」は中山美穂の36枚目のシングル。1997年6月4日にキングレコードからリリースされた。

## 解説
- 同月発売のアルバム『Groovin' Blue』からの先行シングル。
- 新曲のプロモーションでの歌番組出演は、この曲で最後となっている。
- アートワークはサカグチケン

## 収録曲
1. マーチカラー
  - 作詞: 中山美穂・小竹正人、作曲: 大滝裕子、編曲: 竹下欣伸
2. SHINING FOR YOU
  - 作詞: 中山美穂、作曲: 上田知華、編曲: 内藤慎也
3. マーチカラー（オリジナルカラオケ）

## 収録アルバム
- マーチカラー
  - Groovin' Blue
  - YOUR SELECTION 1
  - COLLECTION IV
  - Complete SINGLES BOX
  - 中山美穂 パーフェクト・ベスト2
  - 30th Anniversary THE PERFECT SINGLES BOX
  - All Time Best

- SHINING FOR YOU
  - Groovin' Blue
  - THE REMIXES MIHO NAKAYAMA MEETS New York GROOVE  - Remix Version
  - YOUR SELECTION 2
  - Complete SINGLES BOX
  - 30th Anniversary THE PERFECT SINGLES BOX